# Araçariguama

Vị trí của Araçariguama trong bản đồ bang São Paulo

Araçariguama là một đô thị ở bang São Paulo, Brasil. Araçariguama có dân số (năm 2007) là 12.291 người, diện tích là 146,331 km², mật độ dân số 97,6 người/km². Araçariguama nằm ở độ cao 695 m. Theo điều tra năm 2000, Araçariguama có:
- Tổng dân số 11.154 người, trong đó, dân số thành thị: 7240, nông thôn: 3914 người.
- Nam giới: 5733, nữ giới: 5421 người.
- Mật độ dân số 76,24 người/km².
- Tuổi thọ bình quân: 69,03 năm.
- Tỷ lệ trẻ dưới 1 tuổi tử vong (trên 1 triệu): 20,26
- Tỷ lệ biết đọc biết viết: 89,99% dân số.
- Chỉ số phát triển con người: 0,770
- Tỷ lệ sinh (trẻ/bà mẹ): 2,8

Araçariguama giáp các đô thị: Cabreúva, Itu, Pirapora do Bom Jesus, Santana de Parnaíba và São Roque.